# Callistethus nuptus
Callistethus nuptus är en skalbaggsart som beskrevs av Ohaus 1905. Callistethus nuptus ingår i släktet Callistethus och familjen Rutelidae. Inga underarter finns listade.